# آیک ویلیس
آیک ویلیس (انگلیسی: Ike Willis؛ زادهٔ ۱۴ نوامبر ۱۹۵۱) یک موسیقی‌دان اهل ایالات متحده آمریکا است.